# Не сдавайся
«Не сдава́йся» (англ. Restless, в переводе — «Беспокойный») — американский драматический фильм режиссёра Гаса Ван Сента, снятый по сценарию Джейсона Лью и спродюсированный Брайаном Грейзером, Роном Ховардом и его дочерью Брайс Даллас Ховард. В главных ролях: Генри Хоппер и Миа Васиковска.
Мировая премьера фильма состоялась 12 мая 2011 года в программе «Особый взгляд» 64-го Каннского кинофестиваля. В США фильм вышел в прокат 16 сентября 2011 года, в России — 13 октября 2011 года.

## Синопсис
Парень по имени Инок (Генри Хоппер) тяжело переживает смерть родителей, играет в морской бой с призраком японского пилота-камикадзе и регулярно посещает похороны незнакомцев. На одном из прощаний он встречает девушку Аннабель (Миа Васиковска), которая говорит, что работает волонтёром в госпитале для детей, больных раком, но вскоре признаётся, что солгала: она сама больна раком мозга и ей осталось жить 3 месяца. Инок решает помочь девушке подготовиться к неизбежному.

## В ролях
| Актёр          | Роль                               |
| -------------- | ---------------------------------- |
| Генри Хоппер   | Инок Брей                          |
| Миа Васиковска | Аннабель Коттон                    |
| Рё Касэ        | призрак Хироси Такахаси друг Инока |
| Скайлер Фиск   | Элизабет Коттон сестра Аннабель    |
| Джейн Адамс    | Мейбл тётя Инока                   |
| Чинь Хань      | доктор Ли                          |
| Люсия Струс    | Рэйчел Коттон мать Аннабель        |

## Выход фильма
12 мая 2011 года фильм был показан в программе «Особый взгляд» 64-го Каннского кинофестиваля.
В США фильм вышел в прокат 16 сентября 2011 года. Премьера фильма в России состоялась 7 октября 2011 года (в рамках «Амфеста»). В России фильм вышел в прокат 13 октября 2011 года.